# Hideaki Kaetsu
Hideaki Kaetsu (嘉悦 秀明 Kaetsu Hideaki?), född 8 oktober 1974 i Kumamoto prefektur, är en japansk tidigare fotbollsspelare.
Kaetsu började sin karriär 1993 i Yokohama Flügels. Med Yokohama Flügels vann han japanska cupen 1993. Efter Yokohama Flügels spelade han för Tochigi SC, Sagawa Express Tokyo och Rosso Kumamoto. Han avslutade karriären 2005.